# Гюстав Шлюмберже
Гюстав Шлюмберже (на френски: Gustave-Léon Schlumberger; 17 октомври 1844 – 9 май 1929) е френски историк и нумизмат, специализирал в ерата на кръстоносните походи и Византийската империя . Неговият труд на френски: Numismatique de l'Orient Latin (1878–82) все още се счита за основния труд върху монетосеченето на кръстоносните походи.  Награден е с медал на Кралското нумизматично дружество през 1903 г. Голяма част от обширната му колекция от монети на кръстоносците се съхранява в Cabinet des Médailles, отдел на Bibliothèque nationale de France в Париж .

## Биография
Той е роден в Гебвилер, Елзас, тогава част от Франция, но по-късно присъединен към Германия. От 1863 г. учи медицина в Париж . По време на Френско-пруската война той служи на френска страна като санитар. През 1871 г. се завръща в Париж и получава докторска степен през 1872 г. с дисертация върху дихателните пътища. След това той пътува много в Северна Африка, Сирия, Мала Азия, Испания, Португалия, Швейцария и Италия (посещавайки също Германия) и след това се насочва към изследване на историята на кръстоносните държави и Византийската империя. Избран е за президент на Societé des Antiquaires de France .  През 1884 г. е избран за член на Académie des Inscriptions et Belles-Lettres. През 1903 г. е награден с медал на Кралското нумизматично дружество в Лондон.
Шлюмберже установява контакти с директора на Археологическия музей в София Вацлав Добруски и през  1900 г. на страниците на списание „Revue des etudes grecques“ Шлюмберже публикува няколко екземпляра от колекцията на българския музей. На тези контакти между Шлюмберже и Добруски навярно се дължи и факта, че първата българска публикация на български владетелски печати през 1901 г. е в авторитетното и специализирано издание Revue numismatique.
Шлюмберже е приятел на Едит Уортън, която го описва като „потомък на един от галите от арката на Тит“.  Той също така кореспондира широко с гръцката писателка Пенелопе Делта, която кореспонденция повлия на няколко от нейните исторически романи, поставени във византийско време. Шлюмберже е ултраконсерватор, активен поддръжник на движението против Драйфус .  Заедно с Едгар Дега, Жан-Луи Форейн и Жул Льометр той нахлува от салона на Женевиев Щраус, когато нейният приятел Йозеф Райнах оправдава Драйфус. 
Académie des Inscriptions et Belles-Lettres създава награда на негово име. Сред победителите са Джошуа Прауър и Денис Прингъл.